# هیتومی یوشیدا
هیتومی یوشیدا (انگلیسی: Hitomi Yoshida؛ زادهٔ ۱۳ ژوئیهٔ ۱۹۸۴) بازیگر، صداپیشگی در ژاپن، و خواننده اهل ژاپن است. وی از سال ۲۰۰۰ میلادی تاکنون مشغول فعالیت بوده‌است.